# Themus tsushimensis
Themus tsushimensis es una especie de coleóptero de la familia Cantharidae.

## Distribución geográfica
Habita en Japón.